# Alaksandr Swiryd
Alaksandr Uładzimirawicz Swiryd (biał. Аляксандр Уладзіміравіч Свірыд, ros. Александр Владимирович Свирид, Aleksandr Władimirowicz Swirid; ur. 7 listopada 1946 w Naczu) – białoruski kołchoźnik i polityk, deputowany do Rady Najwyższej Republiki Białorusi XIII kadencji, w latach 1996–2000 deputowany do Izby Reprezentantów Zgromadzenia Narodowego Republiki Białorusi I kadencji.

## Życiorys

### Młodość i praca
Urodził się 7 listopada 1946 roku we wsi Nacz, w rejonie hancewickim obwodu brzeskiego Białoruskiej SRR, ZSRR. W 1980 roku ukończył Mińską Wyższą Szkołę Partyjną, w 1986 roku – Białoruską Państwową Akademię Gospodarstwa Wiejskiego, uzyskując wykształcenie ekonomisty organizatora produkcji rolnej. W latach 1973–1975 pracował jako zastępca przewodniczącego, a następnie w latach 1981–1988 – przewodniczący kołchozu „Rossija”. W latach 1975–1979 był przewodniczącym Komitetu Wykonawczego sielsowietu Deniskowicze w rejonie hancewickim. W latach 1979–1981 był instruktorem w Wydziale Organizacyjnym. W latach 1988–1991 pełnił funkcję przewodniczącego Komisji Kontrolnej przy Hancewickim Komitecie Rejonowym Komunistycznej Partii Białorusi. W latach 1991–1993 pracował jako główny zootechnik w kołchozie „Prawda”. W latach 1993–1996 był dyrektorem Hancewickiej Filii Handlu Hurtowego brzeskiej regionalnej firmy hurtowo-pośredniczej Brestapthandal. W latach 1991–1996 należał do Partii Komunistów Białoruskiej. Od 1996 roku należał do Komunistycznej Partii Białorusi.

### Działalność parlamentarna
W drugiej turze wyborów parlamentarnych 28 maja 1995 roku został wybrany na deputowanego do Rady Najwyższej Republiki Białorusi XIII kadencji z Hancewickiego Okręgu Wyborczego Nr 15. 9 stycznia 1996 roku został zaprzysiężony na deputowanego. Od 23 stycznia pełnił w Radzie Najwyższej funkcję członka, a potem sekretarza Stałej Komisji ds. Praw Człowieka, Kwestii Narodowościowych, Środków Masowego Przekazu, Kontaktu ze Zjednoczeniami Społecznymi i Organizacjami Religijnymi. Należał do frakcji komunistów. Od 3 czerwca był przewodniczącym grupy roboczej Rady Najwyższej ds. współpracy z parlamentem Republiki Tureckiej. Poparł dokonaną przez prezydenta Alaksandra Łukaszenkę kontrowersyjną i częściowo nieuznaną międzynarodowo zmianę konstytucji. 27 listopada 1996 roku przestał uczestniczyć w pracach Rady Najwyższej i wszedł w skład utworzonej przez prezydenta Izby Reprezentantów Zgromadzenia Narodowego Republiki Białorusi I kadencji. Pełnił w niej funkcję zastępcy przewodniczącego Komisji ds. Praw Człowieka i Stosunków Narodowościowych. Zgodnie z Konstytucją Białorusi z 1994 roku jego mandat deputowanego do Rady Najwyższej zakończył się 9 stycznia 2000 roku; kolejne wybory do tego organu jednak nigdy się nie odbyły. Jego kadencja w Izbie Reprezentantów zakończyła się 21 listopada 2000 roku.

## Życie prywatne
Alaksandr Swiryd jest żonaty, ma dwóch synów. W 1995 roku mieszkał w mieście Hancewicze w obwodzie brzeskim.